# Belița
Belița (în bulgară Белица) este un oraș în partea de sud-vest a Bulgariei în  Regiunea Blagoevgrad. Este reședința comunei Belița. Are o populație de 3548 locuitori.

## Demografie
Componența etnică a orașului Belița
     Bulgari (75,37%)
     Nicio identificare (17,78%)
     Romi (4,72%)
     Turci (1,87%)
     Altele (0,23%)
La recensământul din 2011, populația orașului Belița era de 3.362 locuitori. Din punct de vedere etnic, majoritatea locuitorilor (75,37%) erau bulgari, existând și minorități de romi (4,72%) și turci (1,87%). Pentru 17,78% din locuitori nu este cunoscută apartenența etnică.